# BL 6 inch 26 cwt howitzer
L′BL 6 inch 26 cwt howitzer (Obice da 6 in 1,3 t a retrocarica) fu una bocca da fuoco prodotta in Gran Bretagna nel corso della prima guerra mondiale. Fu utilizzato fino ai primi anni della seconda guerra mondiale, quando venne sostituito, per le unità combattenti, dall'BL 5,5 in (140 mm).

## L'origine
All'inizio della prima guerra mondiale l'esercito britannico non aveva un obice di calibro attorno ai 150 mm in grado di battere obiettivi a media distanza, dato che l'obice BL 6-inch 30 cwt howitzer aveva una gittata di appena 7000 m. Le specifiche prevedevano una bocca da fuoco capace di lanciare un proietto da 45 kg (100 lb) a 9000 m (9800 yd).

## La tecnica
L'obice aveva una costruzione estremamente convenzionale, con affusto a cassone (monocoda) a culla, affustino e vomere. Il sistema elastico e di deformazione era particolarmente apprezzato, tanto da essere riprodotto su pezzi di progettazione successiva. Le ruote a raggi, inizialmente cerchiate in ferro, furono sostituite da ruote con tacchi di legno esterni, per ridurre al pressione al suolo (e quindi l'affondamento in terreno fangoso). Il congegno di brandeggio era a vite senza fine mentre quello di elevazione era a corona dentata. Il freno di rinculo era idraulico ed era previsto un recuperatore idropneumatico.
La bocca da fuoco era rigatura destrorsa con 36 righe. Era costruita a pareti composte e cerchiata a nastro. L'otturatore era del tipo a vitone con anello plastico. Il congegno di chiusura era particolarmente apprezzato. La bocca da fuoco era collegata all'affusto tramite orecchioni. Il congegno di puntamento comprendeva un alzo (a quadrante) con cannocchiale panoramico.
Il traino era previsto come traino animale, ma, a partire dal 1916, fu previsto anche il traino meccanico in alcuni pezzi le ruote furono sostituite con un modello a pneumatici, permettendo quindi il traino meccanico (nell'esercito britannico il traino motorizzato era effettuato con il camion FWD Model B, mentre nel Regio Esercito era effettuato dal trattore Breda TP32).

## L'impiego nel British Army
L'impiego di questi obici era previsto come artiglieria pesante campale, in organico ai corpi d'armata, che avevano ciascuno un gruppo su due batterie, ciascuna di quattro pezzi, una armata con questo obice e l'altra con il BL 60 pounder.

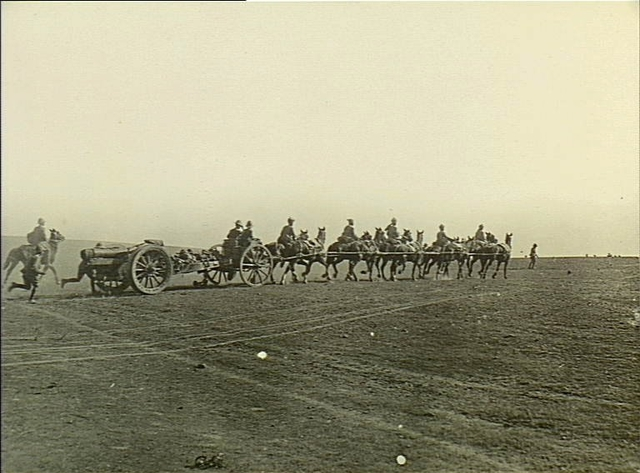
Un traino di un 6 in 26 cwt BL nel deserto della Mesopotamia (1918)

Le prime batterie furono impiegate nel 1915 sul fronte occidentale, mentre una batteria d'assedio partecipò alla campagna di Gallipoli. Successivamente alcuni pezzi furono inviati a Bassora e parteciparono alla campagna della Mesopotamia. Operò anche sul fronte italiano con il BEFI (British Expeditionary Force Italy - Forza di spedizione britannica in Italia), fra il novembre 1917 e la fine della guerra, schierato sull'altopiano dei sette comuni, partecipando alla battaglia del solstizio in quel tratto di fronte e cooperando talvolta con i pezzi analoghi (152/13) italiani.
Nel corso della guerra venne utilizzato principalmente per battere le trincee nemiche, potendo essere portato direttamente quasi in prima linea. La possibilità di sollevare la bocca fino a 45°, quindi di avere traiettorie curve quasi come quelle dei mortai era particolarmente apprezzata sul terreno devastato delle trincee. L'utilizzo di questo pezzo proseguì per tutta la durata della guerra, che rimase in servizio anche dopo la progettazione del BL 5,5 in da 149 mm.
Il munizionamento nell'esercito britannico era su due tipi di granata, leggero da 39 kg e pesante da 45,36 kg (100 lb). Con il proietto leggero la gittata massima raggiungeva i 10400 m. Si valuta che il pezzo, nel corso della prima guerra mondiale, abbia sparato più di 22 milioni di colpi sul fronte occidentale
Nel corso della prima guerra mondiale i pezzi furono ceduti, oltre che ai paesi del Commonwealth, anche a diversi alleati, oltre che all'Italia, al Belgio (Obusier de 6"), ed ai Paesi Bassi (Houwitzer 6").
Allo scoppio della seconda guerra mondiale alcune batterie furono assegnate alla Forza di spedizione britannica (BEF) ed operarono in Francia ed in Belgio. Nel 1941, considerando le perdite subite con la ritirata da Dunkerque, in cui praticamente erano andate perse tutte le artiglierie del BEF, fu rimesso in servizio in Africa ed in Estremo Oriente. I pezzi in Nord Africa furono progressivamente sostituiti da artiglierie più moderne, mentre quelli in Estremo Oriente (schierati a difesa dell'Isola di Natale nel Malaya Command) furono persi con la caduta dell'isola.
Alcuni pezzi furono catturati dai tedeschi, assumendo le denominazioni di sFH410 (b) 15,2 cm (Obice pesante campale di calibro 15,2 cm, b sta per belgier), sFH412 (i) 15,2 cm (i sta per italiener), sFH407 (h) 15,2 cm (h sta per hollandisch), sFH 412 (e) 15,2 cm (e sta per englisch).

## L'impiego nel Regio Esercito
Una ventina di batterie furono cedute all'Italia, che le mantenne in servizio anche successivamente alla guerra con la denominazione 152/13. Alla fine della prima guerra mondiale molti pezzi furono ricondizionati per il traino meccanico e rimasero in servizio, anche se alcuni pezzi rimasero con le ruote a raggi per il traino animale.
Nel corso della seconda guerra mondiale parteciparono alla campagna contro la Francia (giugno 1940) e furono successivamente assegnati all'artiglieria costiera. Alcuni pezzi dopo l'8 settembre 1943 furono reimpiegati dalla Wehrmacht.
Un esemplare di questo pezzo è conservato al Museo della guerra di Rovereto.

## Galleria d'immagini

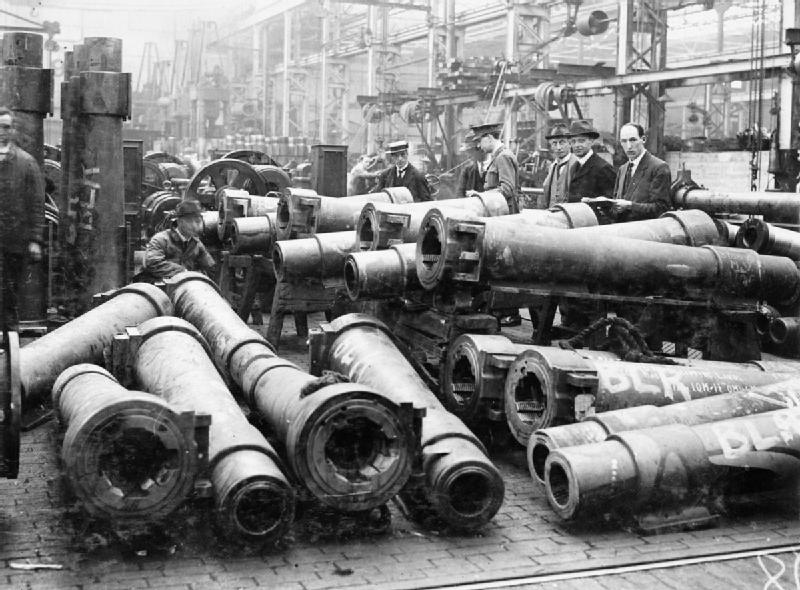
Canne di 6 in cwt BL in lavorazione
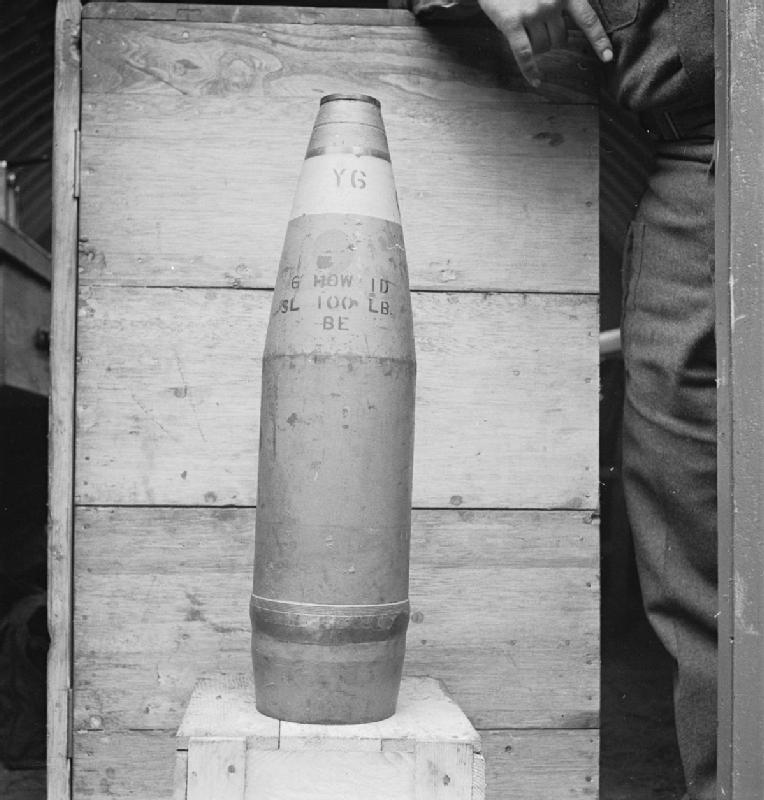
Proiettile per attacchi chimici da 6 in (seconda guerra mondiale)
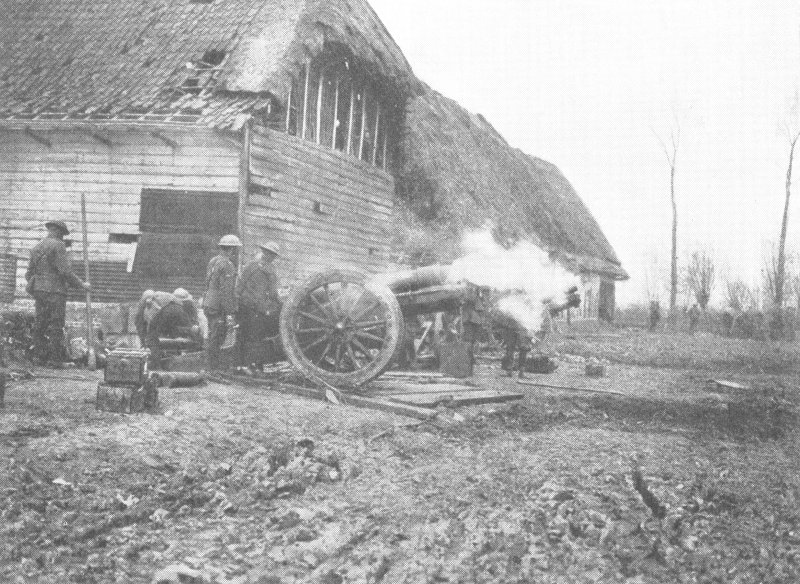
Batteria da 6 in azione (prima guerra mondiale)
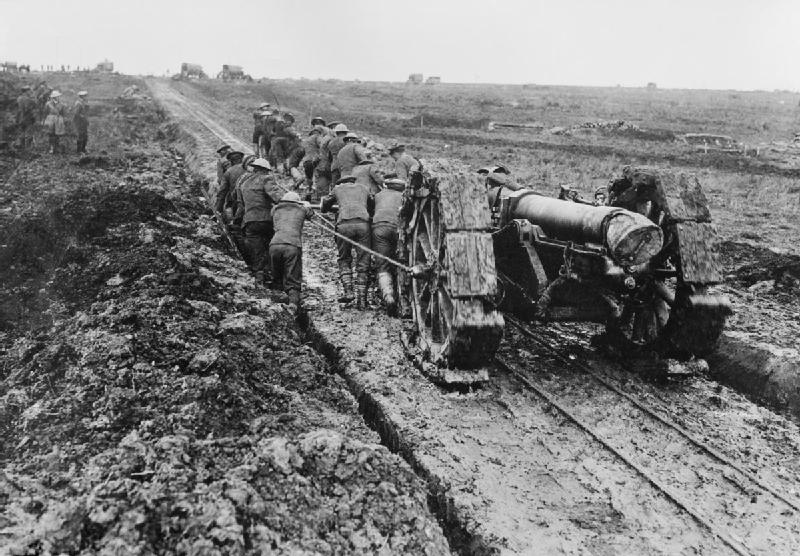
Un obice 6 in al traino durante la battaglia della Somme (settembre 1916)
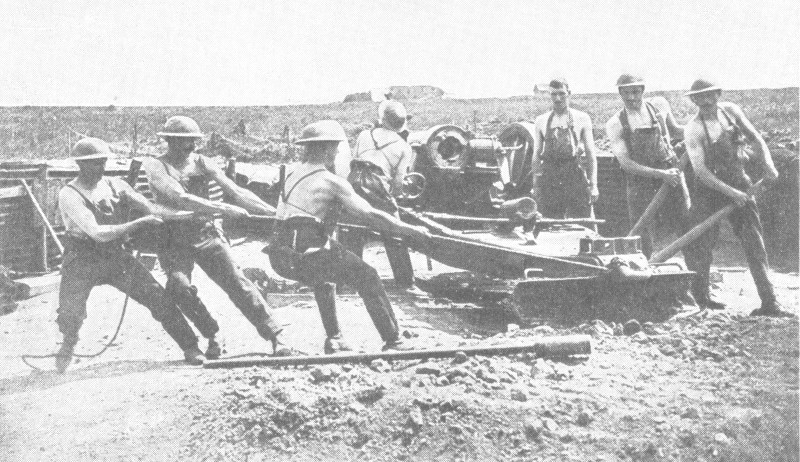
Un obice da 6 in viene messo in posizione, il carro armato sullo sfondo indica che la foto è posteriore al 1916
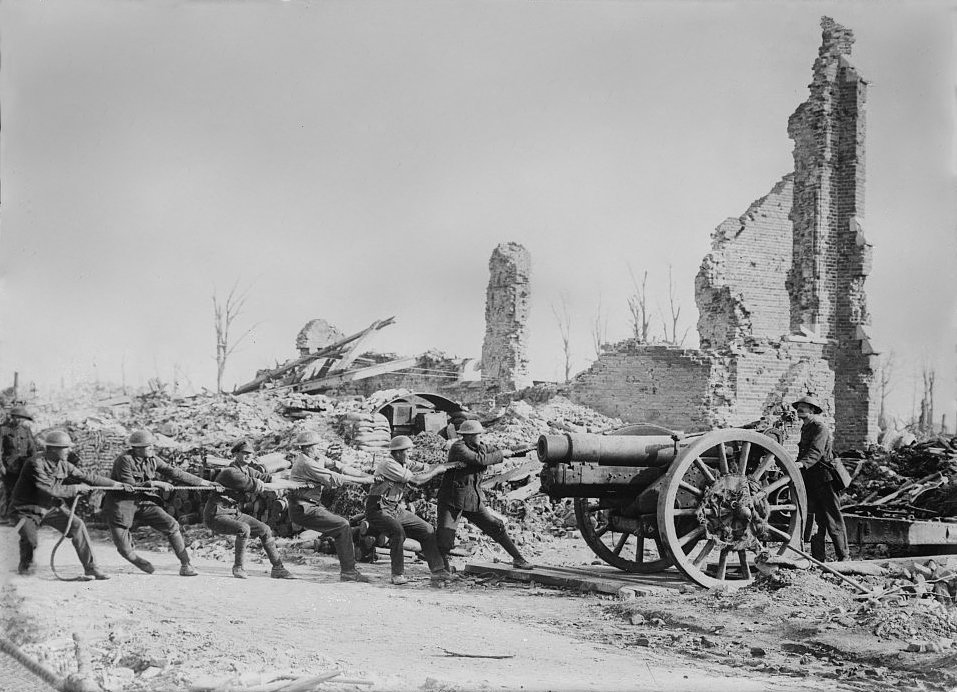
Obice da 6 in messo in postazione a Boesinghe (terza battaglia di Ypres, agosto 1917)
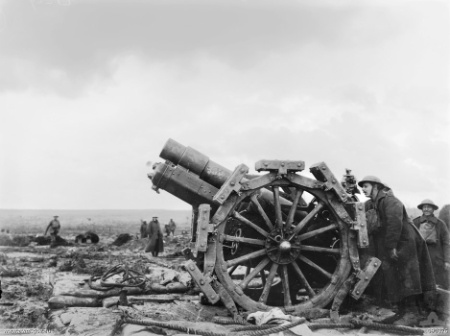
Obice da 6 in nella terza battaglia di Ypres, notare le ruote con i tacchi di legno
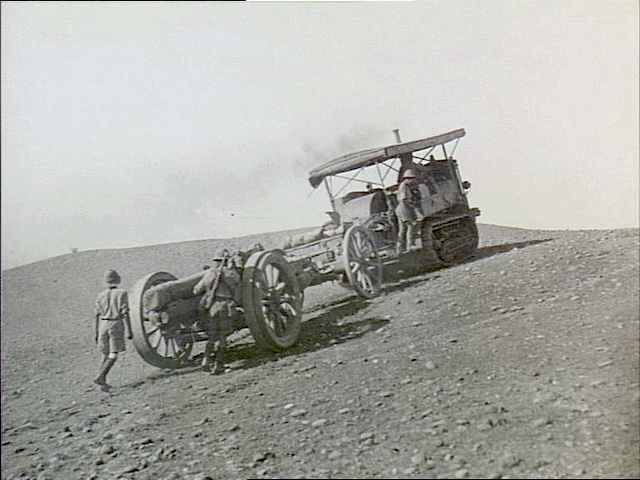
Un trattore Holt traina un obice da 6 in nel deserto della Mesopotamia
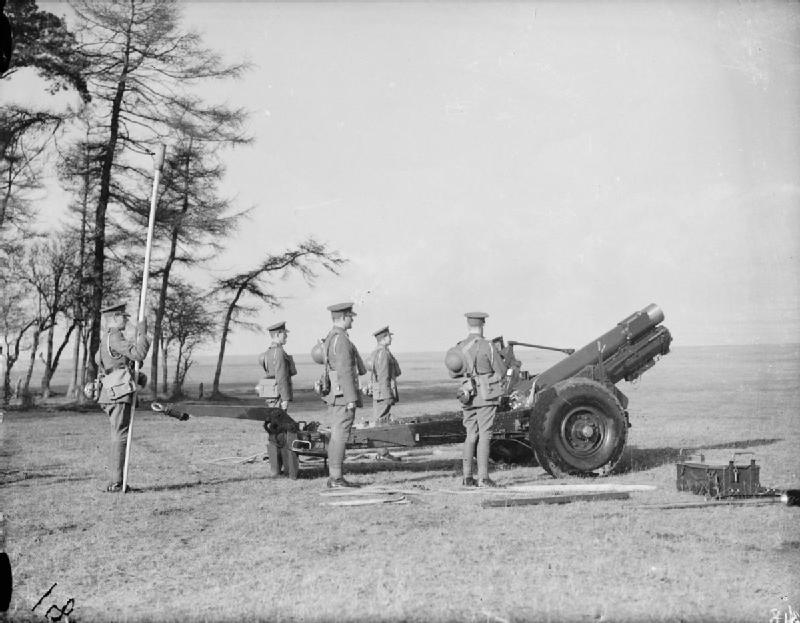
Obice da 6 in con le ruote per il traino meccanico (1938)
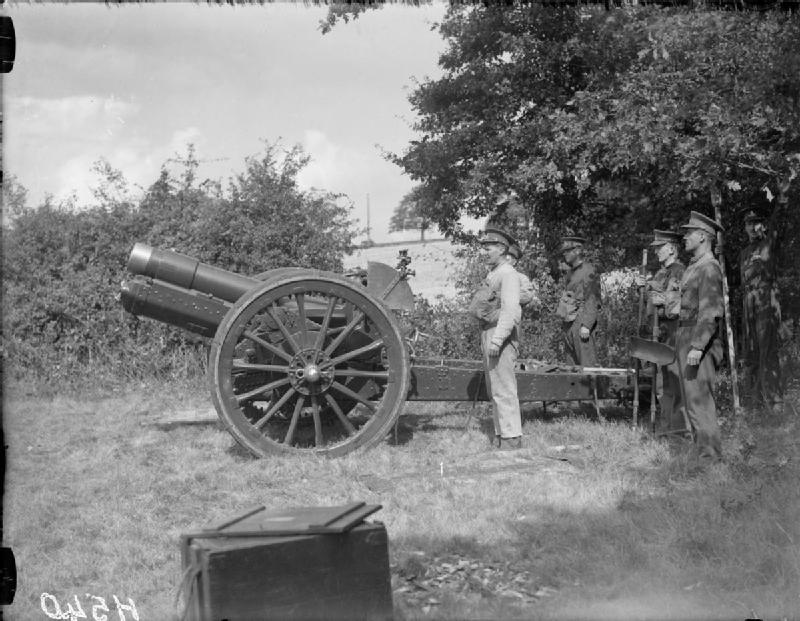
Obice da 6 in esercitazione (1939), notare le ruote a raggi, sebbene la foto sia posteriore a quella accanto
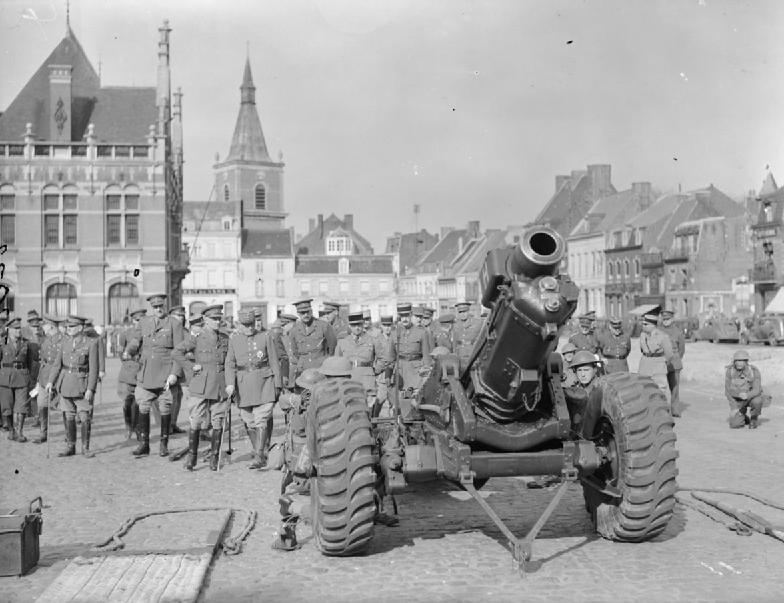
Obice 6 in della BEF ad Orchies (1940)